# Домінік Колонна
Домінік Колонна (фр. Dominique Colonna, 4 вересня 1928, Корте — 12 вересня 2023) — французький футболіст, грав на позиції воротаря. По завершенні ігрової кар'єри — тренер.

## Клубна кар'єра
Народився 4 вересня 1928 року в корсиканському місті Корте. Вихованець футбольної школи місцевого клубу «Корте».
У дорослому футболі дебютував 1948 року виступами за команду клубу «Монпельє», в якій провів один сезон, взявши участь у 12 матчах чемпіонату. 
Своєю грою за цю команду привернув увагу представників тренерського штабу клубу «Стад Франсе», до складу якого приєднався 1949 року. Відіграв за паризьку команду наступні шість сезонів своєї ігрової кар'єри.
1955 року уклав контракт з клубом «Ніцца», у складі якого провів наступні два роки своєї кар'єри гравця.  Більшість часу, проведеного у складі «Ніцци», був основним голкіпером команди. За цей час виборов свій перший титул чемпіона Франції.
1957 року перейшов до «Реймса», за який відіграв 6 сезонів. Граючи у складі «Реймса» також здебільшого виходив на поле в основному складі команди, ще тричі вигравав національну футбольну першість. Завершив професійну кар'єру футболіста виступами за команду «Реймс» у 1963 році

## Виступи за збірну
1957 року дебютував в офіційних матчах у складі національної збірної Франції. Протягом кар'єри у національній команді, яка тривала 5 років, провів у формі головної команди країни 13 матчів.
У складі збірної був учасником чемпіонату світу 1958 року у Швеції, на якому команда здобула бронзові нагороди.

## Кар'єра тренера
Розпочав тренерську кар'єру невдовзі по завершенні кар'єри гравця, 1965 року, очоливши тренерський штаб національної збірної Камеруну, з якою пропрацював до 1970 року. Досвід тренерської роботи обмежився цією командою.

## Титули і досягнення
- Чемпіон Франції:

«Ніцца»:  1955–56
«Реймс»:  1957–58, 1959–60, 1961–62
- Володар Кубка Франції:

«Реймс»:  1957–58
- Володар Суперкубка Франції:

«Реймс»:  1958, 1960
- Бронзовий призер чемпіонату світу: 1958